# Nkayi (Repubblica del Congo)
Nkayi è una città della Repubblica del Congo, capoluogo del distretto omonimo, nella regione di Bouenza.
È un importante centro agricolo, ed è la quarta più grande città del paese. Vi hanno sede alcune importanti industrie, come la Saris-Congo (zuccherificio) e la Huilka (che produce olio). Ha un aeroporto e una linea stazione ferroviaria.